# Якобсен, Карл
Карл Кристиан Хилльман Якобсен (дат. Carl Christian Hillmann Jacobsen; 2 марта 1842 — 11 января 1914) — датский предприниматель и меценат, сын основателя концерна Carlsberg Якоба Кристиана Якобсена.

## Биография
Карл Якобсен был наследником основателя Carlsberg Якоба Якобсена, который назвал свою компанию в честь сына. В 1881 году Карл Якобсен основал собственную компанию Ny Carlsberg (Новый Карлсберг), став конкурентом отца. В то время как Carlsberg держался традиций длительной выдержки пива, Ny Carlsberg сделал ставку на массовое производство, в том числе за счет сокращения срока выдержки.
В 1902 году две компании объединились, и руководство концерном взял на себя Фонд Карлсберга, который руководил Carlsberg после смерти Якобсена-старшего в 1887 году. В 1906 году Карл Якобсен возглавил концерн.
Якобсен был страстным коллекционером предметов искусства. В 1882 году он открыл свою коллекцию для публики, а позднее подарил её государству и разместил в новом здании; музей получил название Новая глиптотека Карлсберга. Якобсен также выступил заказчиком статуи «Русалочка» (1913), ставшей одним из символов Копенгагена.